# Varasque
Varasque (auch Varais, deutsch: Warasch) war ein Pagus im heutigen französischen Département Doubs in der Region Bourgogne-Franche-Comté südöstlich von Besançon. Der Begriff hat sich in den Ortsnamen Pierrefontaine-les-Varans und Scey-en-Varais erhalten.
Der Name der Region trat bereits zur Zeit des Königreichs der Burgunden auf und wurde – anders als im benachbarten späteren Herzogtum Burgund – bis in die Zeit des Feudalismus weiter benutzt. Im Verlauf der Teilungen des Karolingerreichs kam das Gebiet (jetzt als Gaugrafschaft) erst zu Lotharingien (Vertrag von Verdun 843). Bei der erneuten Teilung nach dem Tod Lothars II. († 869) (Vertrag von Meersen 870) fiel der Pagus als Grenzregion an Ludwig den Deutschen, während das benachbarte Besançon an Karl den Kahlen ging. Die Unabhängigkeit des Königreichs Burgund (888) führte dann beide Gebiete wieder zusammen.
In der ersten Hälfte des 10. Jahrhunderts begannen Alberich (Aubry) I., Graf von Mâcon, und seine beiden Söhne Letald (Liétaud) II. und Humbert damit, ihre Macht in die Region hinein auszubauen. Sie bemächtigten sich der Grafschaften Amerous (Amous), Portois, Varasque und Scodinque (Escouens, um Salins-les-Bains), Humbert wurde der erste bekannte Herr von Salins und ihrer Reichtum versprechenden Saline. Humbert Nachfahren regierten Salins bis zum Ende des 12. Jahrhunderts, Letalds Besitz fiel an seinen Enkel Otto Wilhelm († 1026) aus dem Haus Burgund-Ivrea, der dann als erster Graf von Burgund auftrat. Mit dem Königreich Burgund kam Varasque dann im Jahr 1033 als Teil der Grafschaft Burgund an das Kaiserreich.
Als Herren von Varasque sind bekannt:
- Aubry I., † 943, Vizegraf von Narbonne und Vizegraf von Mâcon, der sich ab 932 Graf von Mâcon nannte, war bei seinem Tod 945 auch Herr von Scodingue und Varasque.
- Liétaud II., † 966, Graf von Mâcon etc.
- Graf Stephan I. von Mâcon († 1102) tritt ebenfalls als Herr von Varasque auf.

Siehe auch: Narisker (Varisker)

## Weblink
- Geschichte des Départements Doubs